# Baindt
Baindt (in svevo Bãẽnd) è un comune tedesco di 5 428 abitanti situato nel land del Baden-Württemberg.